# Brian Musau
Brian Muange Musau (* 29. Dezember 2006 in Machakos) ist ein kenianischer Leichtathlet, der sich auf den Langstreckenlauf spezialisiert hat.

## Sportliche Laufbahn
Erste internationale Erfahrungen sammelte Brian Musau, der seit 2022 an der Oklahoma State University – Stillwater in den Vereinigten Staaten studiert, bei den U18-Afrikameisterschaften 2023 in Ndola, bei denen er in 3:50,0 min die Silbermedaille im 1500-Meter-Lauf gewann. 2024 wurde er NCAA-Hallenmeister in der Distanzstaffel sowie 2025 im 5000-Meter-Lauf. Im Jahr darauf sicherte er sich den Titel über 5000 Meter im Freien und siegte im Juli in 28:42,39 min im 10.000-Meter-Lauf bei den World University Games in Bochum.

## Persönliche Bestleistungen
- 1500 Meter: 3:40,46 min, 9. Mai 2024 in Waco
- 3000 Meter: 7:51,03 min, 28. Juni 2024 in Nairobi
  - 3000 Meter (Halle): 7:38,04 min, 2. Dezember 2023 in Boston (U18-Afrikarekord)
- 5000 Meter: 12:59,82 min, 12. Juli 2025 in Los Angeles
  - 5000 Meter (Halle): 13:11,29 min, 7. Dezember 2024 in Boston
- 10.000 Meter: 28:42,39 min, 23. Juli 2025 in Bochum